# Spiraea longigemmis
Spiraea longigemmis är en rosväxtart som beskrevs av Carl Maximowicz. Spiraea longigemmis ingår i släktet spireor, och familjen rosväxter. Inga underarter finns listade i Catalogue of Life.